# Sara Poidevin
Sara Poidevin (Canmore, 7 mei 1996) is een Canadees wielrenster die sinds 2022 voor de Amerikaanse wielerploeg EF Education-TIBCO-SVB rijdt, na zes jaar bij Rally Cycling Women gereden te hebben.
Poidevin werd in 2017 tweede in het eindklassement van de Cascade Cycling Classic; in deze ronde wist ze de vijfde etappe te winnen.

## Overwinningen

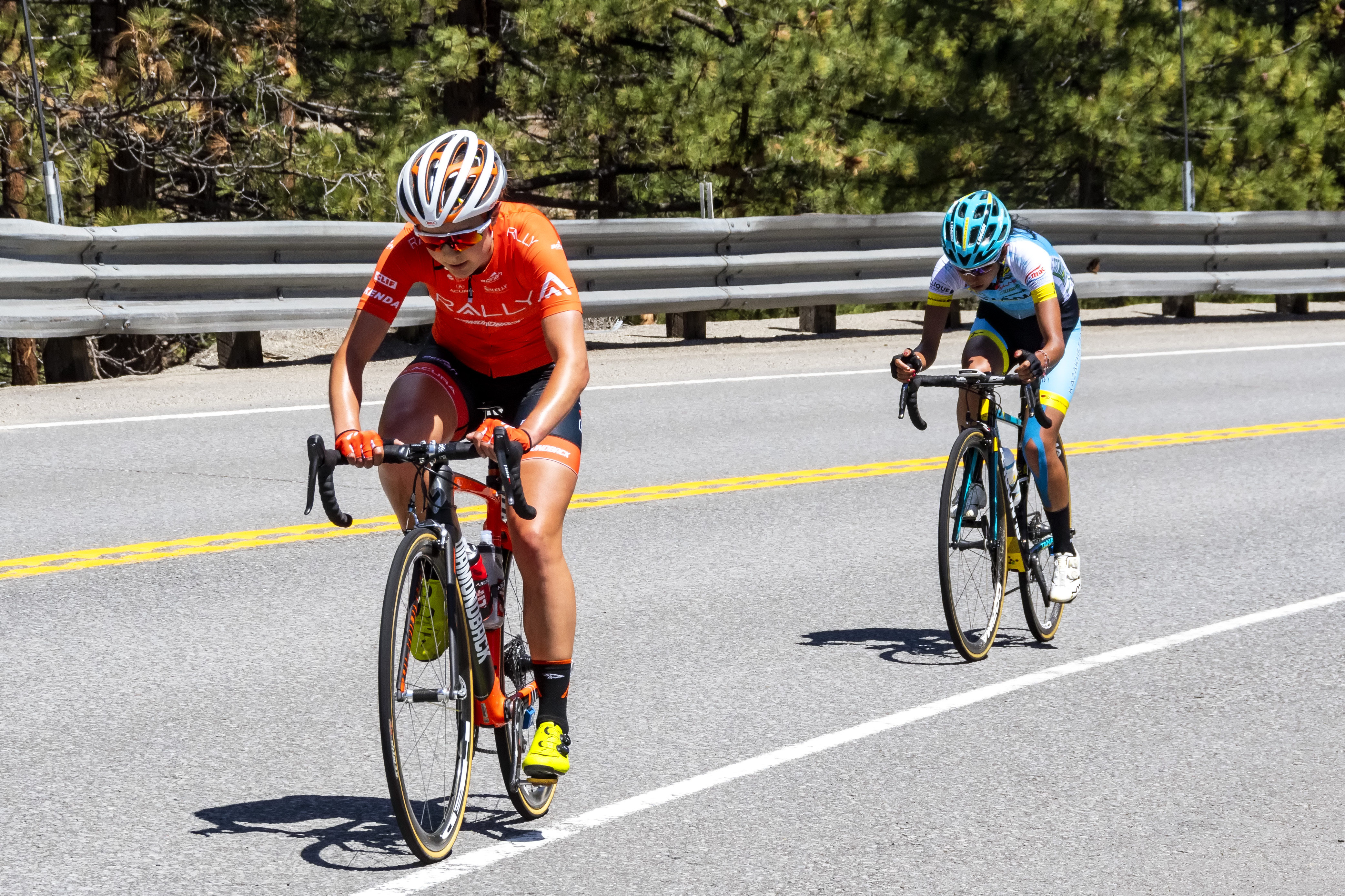
Poidevin in de Ronde van Californië 2018.

2016
Jongerenklassement Cascade Cycling Classic
2017
5e etappe Cascade Cycling Classic
Berg- en jongereklassement Cascade Cycling Classic
2018
Jongerenklassement Ronde van de Gila
Jongerenklassement Ronde van Californië
Jongerenklassement Tour de l'Ardèche
2021
 Canadees kampioenschap op de weg
2022
1e etappe A (TTT) Ronde van de Pyreneeën

## Ploegen
- 2016 –  Rally Cycling Women
- 2017 –  Rally Cycling Women
- 2018 –  Rally Cycling Women
- 2019 –  Rally UHC Women
- 2020 –  Rally Cycling Women
- 2021 –  Rally Cycling Women
- 2022 –  EF Education-TIBCO-SVB
- 2023 –  EF Education-TIBCO-SVB

Bäckstedt (vanaf 1/8) · Banks · Borghesi · Erath · Doebel-Hickok · Ewers · Hammes · Honsinger · Langley · Newsom · Poidevin · Shapira · Smith · Stephens · Vallieres
Bäckstedt (tot 31/8) · Banks · Beuling (vanaf 20/4) · Borghesi · Doebel-Hickok · Ewers · Hammes · Honsinger · Jackson · Langley · Poidevin · Shapira · Smith · Stephens · Vallieres · Williams